# Pyrausta strigatalis
Pyrausta strigatalis là một loài bướm đêm trong họ Crambidae.